# Stuart Stirling
Stuart L. Stirling is een Brits componist, muziekpedagoog dirigent en pianist.

## Levensloop
Stirling studeerde piano en muziektheorie aan het Trinity College of Music in Londen. Hij vervolgde zijn studies aan de Universiteit van Londen en behaalde aldaar zijn Bachelor of Music. Zijn Master of Arts in Amerikaanse muziek behaalde hij aan de Keele University in Keele (Staffordshire). Verder studeerde hij pedagogiek aan de Universiteit van Durham. Zijn studies voltooide hij aan de Universiteit van Leeds in Leeds en promoveerde tot Ph.D. (Philosophiæ Doctor).
Hij was als solo en concert-pianist bezig en verzorgde onder andere cd-opnames met de Rhapsody in Blue van George Gershwin, het Warsaw Concerto van Richard Addinsell met het BBC Concert Orchestra en het Concert voor piano en blaasinstrumenten (W52) van Igor Stravinsky met de Central Band of the Royal Air Force.
Vanaf 1985 was hij dirigent van de Band of The Royal Air Force Regiment in Catterick in Noord Yorkshire, In 1989 werd hij directeur van de Royal Air Force School of Music en werd later directeur van de Music Headquarters Music Services van de Royal Air Force. In 1997 werd hij directeur van het Band of the Royal Air Force College en tegelijkertijd dirigent van de Band of the Royal Air Force Regiment. Vanaf 2003 is hij algehele directeur van de harmonieorkesten van de Royal Air Force.
Stirling ist lid van de British Academy of Songwriters, Composers and Authors en de Britse Performing Rights Society. Ook in de Britse brassband-beweging is hij als dirigent van de Ever Ready Band bezig.
Als componist schrijft hij vooral werken voor harmonieorkest en brassband. 

## Composities

### Werken voor harmonieorkest en brassband
- 1988 Cygnus, symfonische suite
- 1991 Angloman
- Captiva sound, voor trompet of flügelhoorn solo en harmonieorkest
- Christmas -Time
- Daedalus, concert fantasie
- Early one morning
- Grand Parade
- Huronia, voor piano en harmonieorkest
- Scarborough Fair
- The Oak & the ash, voor brassband
- When the band go marching in, voor brassband